# Il lago delle vergini
Il lago delle vergini (Lac aux dames) è un film del 1934 diretto da Marc Allégret.
Il film, di produzione franco-tedesca, si basa su un romanzo scritto da Vicki Baum.

## Trama
Eric, giovane ingegnere disoccupato, accetta il posto di maestro di nuoto in una località turistica sul lago di Costanza dove attira l'attenzione delle dame in villeggiatura. Conosce anche Puck, una giovane ragazza che diventa subito sua amica.
Eric si innamora ricambiato di Danny ma il padre di lei si oppone e riesce a separare i ragazzi. Puck gli dichiara il suo amore ma Eric la respinge. Quando la ragazza scompare tutti credono si sia gettata nel lago ed Eric parte in suo soccorso, in realtà la ragazza è andata nella villa di Danny e riesce a riunire i due innamorati.